# Тунель Актіон — Превеза
38°56′58″ пн. ш. 20°44′47″ сх. д. / 38.949317° пн. ш. 20.746353° сх. д.
Тунель Актіон — Превеза — підводний автомобільний тунель через гирло Амбракійської затоки в західній Греції, що сполучає Епір і місто Превеза на північному березі затоки з мисом Актіон (Акцій) в Етолії-Акарнанії, в Центральній Греції. 
Завершений у 2002 році тунель є важливою частиною інфраструктури в слаборозвиненому регіоні та значно скорочує відстань подорожі між двома сторонами затоки, яка була можлива лише на поромі. 
Це єдиний підводний тунель у Греції. 

Загальна вартість будівництва склала приблизно 90 мільйонів євро . 

Поточна плата за проїзд становить 3 євро. 

## Технічні характеристики
Тунель має загальну довжину 1570 м і складається з: 
- Підводна ділянка загальною довжиною 909 м. [1]
- Ділянка мілкого закладення довжиною 509 м на північній стороні (Превеза). [1]
- Ділянка мілкого закладення довжиною 152 метри з південного (Актіон) боку. [1]

Тунель має висоту поперечного перерізу 8,6 м і ширину 12,6 м. 

Ширина кліренсу становить 10,6 м, а висота — 5,4 м. 
Тунель є двосторонньою проїжджою частиною і має бічну смугу шириною 4,0 м та пішохідний тротуар шириною 1,3 м в кожному напрямку.

## Будівництво
Будівництво тунелю було спільним підприємством між «Christiani & Nielsen» і афінською Технічною компанією загального будівництва (TCGC). 
Архітекторами тунелю виступила компанія «Comar Engineers A/S і Doxiadis & Zannis». 
Контракт було укладено в 1995 році, а будівництво було передано Міністерству навколишнього середовища, фізичного планування та громадських робіт Греції в 1999 році. 
Тунель було відкрито у 2002 році. 

Тунель побудовано в зоні сильної сейсмічної активності зі складними геотехнічними умовами. 
Тому тунель має низку вдосконалених функцій, таких як кам’яні колони під тунелем, які допомагають йому протистояти розрідженню ґрунту під час землетрусу. 